# Richard Cox (1er baronnet)
Pour les articles homonymes, voir Cox et Richard Cox.
Richard Cox (Bandon, 25 mars 1650-3 mai 1733), est un historien et homme politique irlandais.

## Biographie
Avocat, il soutient à Bristol la révolution de 1688 et devient sous-secrétaire d’État, archiviste de Waterford, gouverneur du comté de Cork, lord-chancelier d'Irlande (1703-1707) puis Lord Chief Justice of Ireland (en) (1711-1714).
Disgracié à la mort de la reine Anne, on lui doit une Histoire d'Irlande en deux parties (1689 et 1700).
Il mourut d'une attaque d'apoplexie le 3 mai 1733.